# Ubiquité
L'ubiquité ou l'omniprésence est la capacité d'être présent en tout lieu ou en plusieurs lieux simultanément. Le terme est dérivé du latin « ubique » qui signifie « partout ». La notion se rencontre aussi bien dans les domaines de l'informatique, de la biologie, de l'écologie, de la géologie, de la sociologie, et des mathématiques.

## Informatique

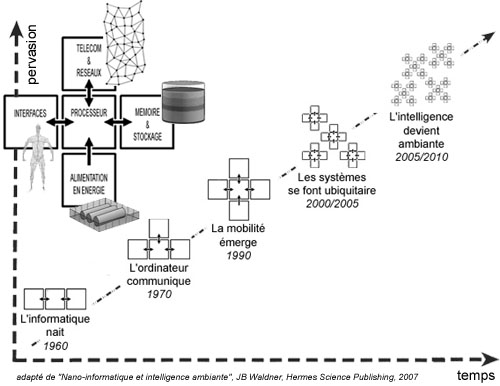
L'évolution des ordinateurs : la course à la miniaturisation et à la diffusion dans le milieu.

En informatique, le terme ubiquitaire désigne un environnement dans lequel les ordinateurs et réseaux sont « enfouis », « intégrés » et « omniprésents » dans le monde réel. L'utilisateur a accès à un ensemble de services au travers d'interfaces distribuées se voulant intelligentes, dont il est entouré. Ces interfaces s'appuient sur des techniques intégrées dans les objets familiers.
Ces ordinateurs enfouis peuvent se voir aussi comme des terminaux à cœur numérique utilisables en tout lieux et pour tous. À l'exemple de JXTA qui a pour objectif d'être installé sur n’importe quel périphérique ayant un cœur numérique (en anglais : digital heartbeat). C’est une notion d’ordre général car elle prend en compte les senseurs, l’électronique grand public, les assistants personnels (PDA), les téléphones mobiles (GSM…), les routeurs réseaux, les ordinateurs, les serveurs de données ou de traitement… Cette ubiquité numérique peut sous-entendre la notion de pro-activité, c'est-à-dire que des processus peuvent envoyer et obtenir de l'information depuis ces terminaux à cœur numérique sans action d'un utilisateur.
C'est dans cette optique que l'on constate le développement des uCode, notamment dans l'archipel japonais. Ces identificateurs de ressources permanents (PURL (en)) sont matérialisés par divers dispositifs d'identification uniques d'objets, de lieux, (…) tels que des codes à barres (à une ou deux dimensions), des puces d'identification à radio-fréquences (RFID) ou balises infrarouges actives. Le Docteur Ken Sakamura est le développeur et promoteur du premier système d'exploitation ubiquitaire, TRON, qu'il développa en tant que Professeur à l'Université de Tokyo. TRON, dans sa version 2, offre son implémentation à la technologie UID (pour Ubiquitous ID) des uCodes. Cette dernière consiste en un ensemble de techniques et protocoles liés à la mise en réseau d'une gigantesque base de données distribuée à laquelle se connecteraient les terminaux UID devant accéder à une ressource désignée par un uCode saisi (de manière conversationnelle, semi-automatiquement, ou automatiquement).

## Biologie

### Écologie
En biologie, et plus particulièrement en écologie, l'ubiquité (on trouve plus souvent le qualificatif ubiquiste) est la capacité d'un être vivant (plante, animal, bactérie…) à habiter dans des biotopes variés. Pour un microbe cela peut signifier qu'il est susceptible d'infecter de nombreuses espèces différentes, ou différents organes chez un individu. Si son aire de répartition est très étendue, et en particulier s'il peut se retrouver dans différentes parties du monde, il est plutôt qualifié de cosmopolite.

### Biologie moléculaire
En biologie moléculaire, une molécule est dite ubiquitaire lorsque celle-ci peut se retrouver dans tous les types cellulaires. Leur ubiquité vient du fait qu'elles sont essentielles à la survie des cellules, quelle que soit la spécialisation de cette cellule. On parle aussi de molécule de ménage (protéine de ménage, expression d'un gène de ménage).
Non seulement leur expression est conservée entre les cellules d'un même organisme, mais leur séquence est aussi très conservée entre les espèces. L'adénosine triphosphate, l'actine, les polymérases, les ribosomes et les ARN sont des exemples de molécules ubiquitaires.
À l'inverse, certaines protéines sont « spécifiques à un tissu » (en anglais, tissue-specific) : leur expression est réprimée dans la plupart des types cellulaires, sauf un ou quelques types cellulaires spécifiques.
Le fait qu'une protéine soit exprimée ou non dans une cellule résulte de mécanismes épigénétiques.

## Géologie
En géologie, et plus précisément en minéralogie, l'ubiquité est le fait, pour un minéral, d'être présent dans de nombreuses roches. Comme en biologie, c'est l'adjectif ubiquiste qui est utilisé pour qualifier ces minéraux.

## Sociologie
En sociologie, l'ubiquité du pouvoir se définit ainsi: 

« Le pouvoir est partout, ce n'est pas qu'il englobe tout, c'est qu'il vient de partout. Le pouvoir ce n'est pas une institution, ce n'est pas une structure et ce n'est pas une certaine puissance dont certains seraient dotés, c'est le nom qu'on prête à une situation stratégique complexe, dans une situation donnée. »

— Michel Foucault

## Mathématiques
En mathématiques, l'ubiquité est une propriété caractéristique des formes fractales.

## Littérature
L’ubiquité des figures du Bien et de celle du  Mal (figures notamment associées par l'auteur aux Premier et Deuxième principes de la thermodynamique) est l’un des nombreux thèmes présents dans le roman Ubik de Philip K. Dick... jusque dans son titre. 
Marcel Aymé fait de l'ubiquité de son héroïne le thème central de sa nouvelle Les Sabines.

## Pseudonymes
- L'Ubiquiste, pseudonyme de Charles Lesca.
- L'Ubiquiste, pseudonyme d'un blogueur d'extrême-droite, également auteur du Manifeste nauséabond. Mediapart affirme qu'il s'agit de Laurent Obertone, ce que celui-ci nie.